# Norberto de Araújo
Norberto Moreira de Araújo, igualmente conhecido como Norberto de Araújo (Santa Engrácia, Lisboa, 21 de março de 1889 — São Sebastião da Pedreira, Lisboa, 24 de novembro de 1952), foi um jornalista, tradutor e escritor português.

## Biografia

### Primeiros anos e formação
Nasceu na freguesia de Santa Engrácia, em Lisboa. Era filho de Ernesto Maria de Araújo, natural de Lisboa (freguesia de São Cristóvão e São Lourenço), e de Carolina do Amaral Moreira Araújo, natural de Abrantes (freguesia de Tramagal).
Aos 14 anos, tendo já perdido os pais, emprega-se como compositor gráfico na Imprensa Nacional, tendo recebido um prémio no final da sua aprendizagem. Terminou um curso liceal, e entrou no Curso Superior de Letras.
A 1 de junho de 1912, casou civilmente em Lisboa com Lucrécia Duo de la Cruz Mendes (Cádis, Espanha, c. 1891), doméstica, filha de Cristóbal Duo de la Cruz, natural de Olhão, e de Mariana Mendes Lopes, natural de Gibraltar.

### Carreira profissional e artística
Entrou na carreira jornalística com o apoio de Luís Derouet, director da Imprensa Nacional, que ficou impressionado com duas conferências que Norberto de Araújo realizou naquela instituição. Torna-se redactor no jornal O Mundo, passando, pouco depois, para o diário A Manhã, onde se distinguiu como jornalista. Em seguida, transitou para o Diário de Notícias, onde fez várias reportagens em Itália após a Primeira Guerra Mundial.
Posteriormente, passou para o Diário de Lisboa, tendo continuado a fazer reportagens no estrangeiro. Acompanhou o presidente António José de Almeida numa visita ao Brasil, e, em 1935, acompanhou Óscar Carmona a Espanha (presidente durante o Estado Novo, de quem viria a receber o grau de comendador da Ordem Militar de Cristo). Cobriu, igualmente, a visita de D. Amélia ao Panteão de São Vicente.
Como escritor, celebrizou-se pelas obras sobre a cidade de Lisboa, como as Peregrinações de Lisboa e o Inventário de Lisboa  (1944-1956), tendo produzido várias marchas populares. Escreveu, igualmente, um livro de versos durante a sua juventude. Também se encontra colaboração da sua autoria no semanário Goal   (1933) dirigido por Alves Redol, na revista Ilustração  (1926-), no semanário  Repórter X 
(1930-1935), na  Revista Municipal  (1939-1973) publicada pela  Câmara Municipal de Lisboa e no Boletim do Sindicato Nacional dos Jornalistas  (1941-1945).
No cortejo histórico dos festejos do VIII centenário da Tomada de Lisboa aos mouros,a letra da Grande Marcha do Centenário, que, no ano de 1947 foi cantada por Amália Rodrigues, foram seus autores Raul Ferrão e Norberto Moreira Araújo.

### Últimos anos e falecimento
Morreu a 24 de novembro de 1952, aos 63 anos, vítima de cirrose hepática, em sua casa, na Rua Vítor Bastos, n.º 21, 3.º andar, freguesia de São Sebastião da Pedreira (atualmente freguesia de Campolide), em Lisboa. Foi sepultado em 25 de Novembro de 1952, no Cemitério do Alto de São João. Deixou um filho, Marius de Araújo e duas filhas Ernestina e Maria Gabriel. Bisavô do investigador Português, Miguel Bastos Araújo.

## Homenagens

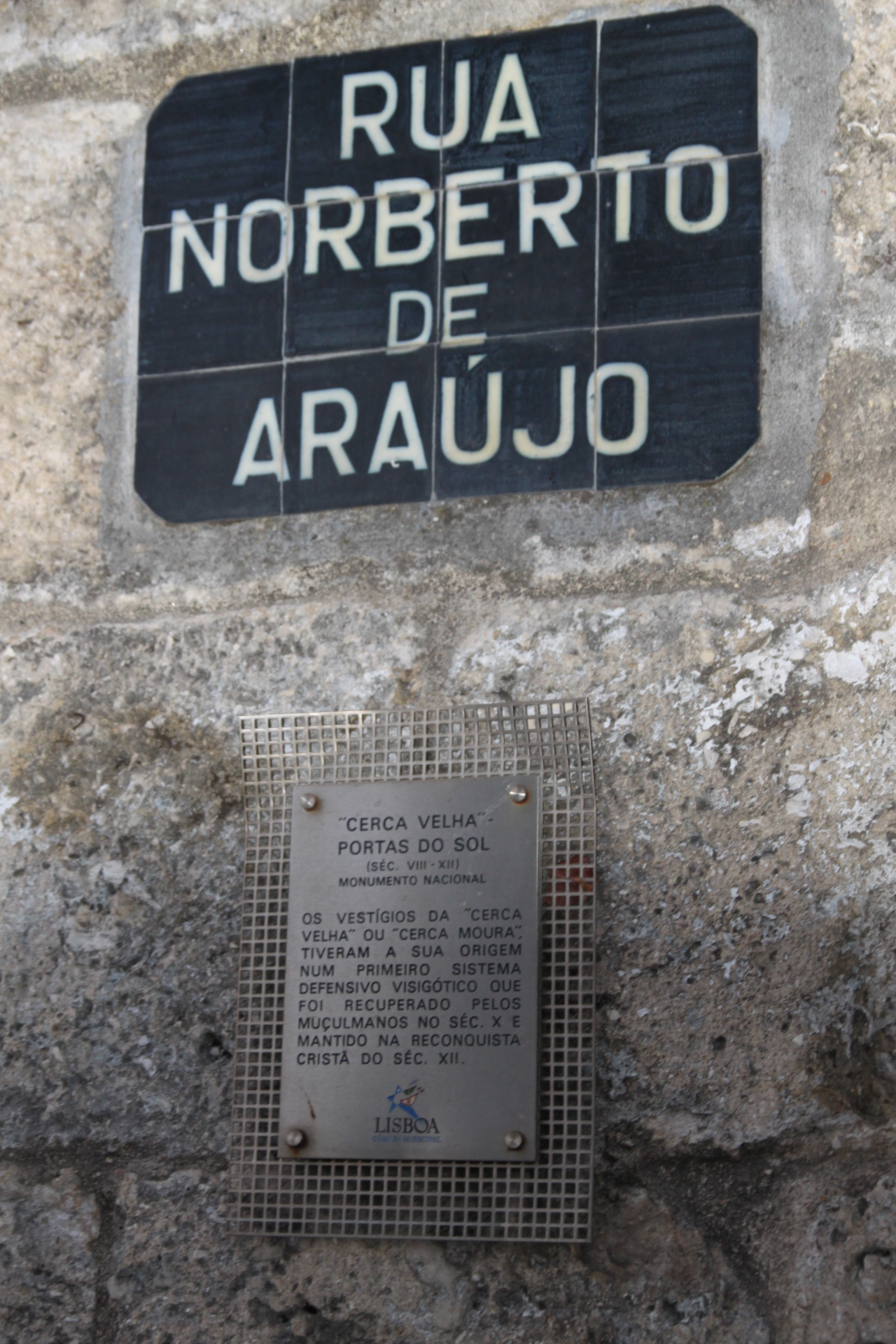
Rua com o seu nome, em Lisboa: Inclui um segmento em escada embutida na Cerca Velha, às Portas do Sol.

Foi condecorado com os graus de Oficial da Ordem Militar de Sant’Iago da Espada (28 de junho de 1919) e da Ordem do Mérito Civil de Espanha, Comendador da Ordem Militar de Cristo (4 de março de 1941), da Ordem da Instrução Pública, e da Ordem de Isabel a Católica, Cavaleiro da Ordem de Leopoldo da Bélgica, e Grande Oficial da Ordem da Casa da Itália.

## Obras
- Republica Portuguesa: 1910 - 5 de Outubro de 1911 (1911);
- Aspectos da tipografia em Portugal, com Artur Pereira Mendes (1914);
- Democratização da arte (1914);
- Da Iluminura à tricromia (1915);
- Miniaturas: divagações literárias (1920);
- Negocio da China [coplas]: revista em 2 actos e 10 quadros, com Alberto Barbosa (1920);
- Portugueses em Roma (1925);
- Novela do amor humilde (1925);
- Murtosa (1927);
- A transfusão de sangue: novela do dia  (1928);
- Passa longe o amor: novelas (1929);
- Fado da Mouraria: romance de costumes populares (1931);
- Lisboa tem um sentimento (1936);
- O futebol sugestão de arte (1938);
- Peregrinação em Lisboa (1939);
- Pequena monografia de São Vicente (1938);
- Inventário de Lisboa  (1939);
- Legendas de Lisboa (1943);
- Portugal: sintesis turística ordenada por regiones o provincias (1944);
- Camões não foi bem como Aquilino o viu (1949);
- Jardim da Graça: nova marcha da Graça 1950, versos de Norberto de Araújo ; música de Raúl Ferräo (1950);
- Noite de Santo António: marcha de Lisboa de 1950, música de Raúl Ferräo, letra de Norberto de Araújo (1950);
- Itinerários turísticos em Lisboa = Tours in Lisbon (1950);
- Casas da Câmara de Lisboa, com Luís Pastor de Macedo (1950);
- Chiado abaixo... (1951);
- Maria Fernanda canta a Marcha de Lisboa: 1952, com versos de Norberto de Araújo e música de Raul Ferrão (1952);
- Castelo de S. Jorge (1959).
- Vinha vindimada (2002);